# Stanka Złatewa
Stanka Christowa Złatewa bułg. Станка Златева Христова (ur. 1 marca 1983 w Kruszare) – bułgarska zapaśniczka startująca w stylu wolnym w kategorii do 72 kg. Srebrna medalistka olimpijska z Pekinu 2008 i Londynu (kategoria 72 kg), czterokrotna mistrzyni świata, sześciokrotna mistrzyni Europy.
Jest najbardziej utytułowaną zawodniczką w kraju w historii występów w tej dyscyplinie sportu. Największym osiągnięciem jest srebrny medal igrzysk olimpijskich w Pekinie i Londynie a w Atenach zajęła dwunaste miejsce. Pięciokrotnie stawała na podium mistrzostw świata w tym na najwyższym podium w 2006, 2007, 2010 i 2011. Jest ośmiokrotną medalistką mistrzostw Europy, złoty medal zdobyła w 2006, 2007, 2008, 2009, 2010 i 2014. Zajęła dwunaste miejsce na igrzyskach europejskich w 2015. Wicemistrzyni świata juniorów w 2003 i mistrzyni Europy juniorów w 2002 roku.
- Turniej w Atenach 2004

Przegrała z Toccarą Montgomery z USA i Kyoko Hamaguchi z Japonii i odpadła z turnieju.
- Turniej w Pekinie 2008

Wygrała z Ohenewą Akuffo z Kanady, Maiderą Undą z Hiszpanii i Agnieszką Wieszczek a w finale przegrała z Chinką Wang Jiao.
- Turniej w Londynie 2012

Pokonała Białorusinkę Wasilisę Marzaluk, Jenny Fransson ze Szwecji, Laure Ali z Kamerunu i Maiderą Undą z Hiszpanii. W pojedynku finałowym uległa Rosjance Natalji Worobjowej.